# Irruputuncu
Irruputuncu – stratowulkan na granicy między Chile a Boliwią. Szczyt nie jest wybitny, ponieważ otoczony jest gruzem po licznych erupcjach. Na szczycie znajdują się dwa kratery. W 1995 r. miała miejsce pierwsza odnotowana erupcja.